# کلیسای ناجی مقدس، ریگا
کلیسای ناجی مقدس (لتونیایی: Anglikāņu Sv. Pestītāja baznīca) گروهی از کلیسای انگلستان در ریگا، لتونی است. این کلیسا در شمال مرکز تاریخی شهر (وتسریگا)، در نزدیک دژ ریگا و کرانهٔ رود دائوگاوا قرار دارد.

کلیسای نو گوتیک توسط یوهان فلسکو طراحی شد. سنگ بنای اولیه در سال ۱۸۵۷ بنا نهاده شد و در ۲۶ ژوئیه ۱۸۵۹، اسقف والتر تراور آن را تقدیس کرد. در طول اشغال شوروی، فعالیت کلیسا منحل شد و در سال ۱۹۷۳، بنای کلیسا به باشگاه دانشجویی دانشگاه فنی ریگا تبدیل شد.

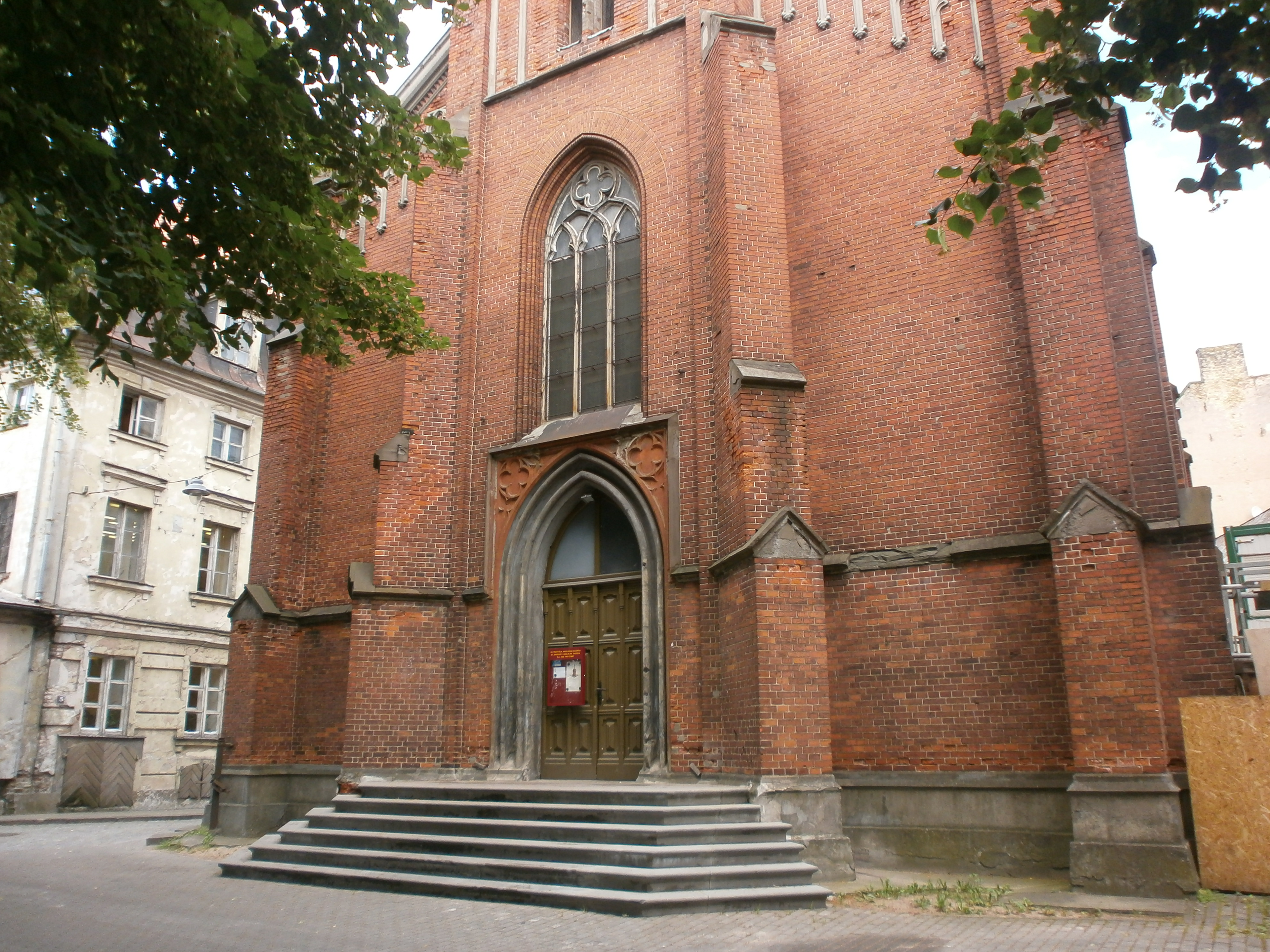
در غربی
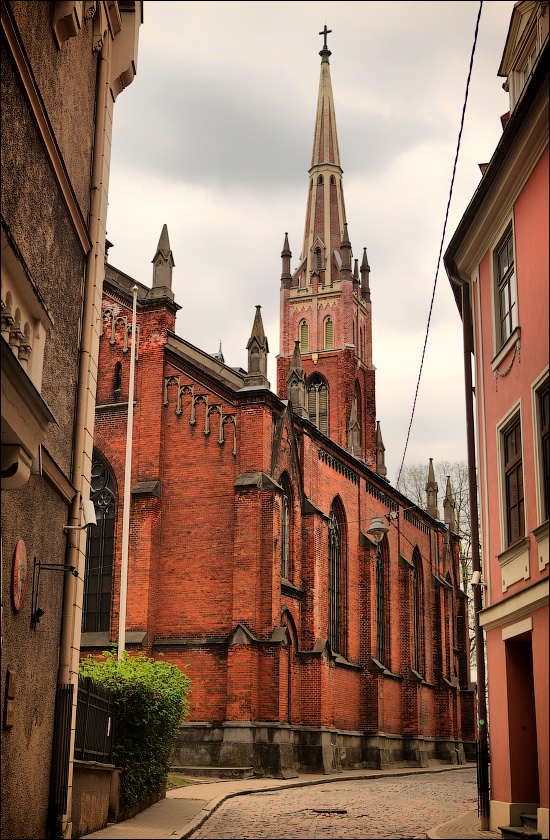
نمای شرق
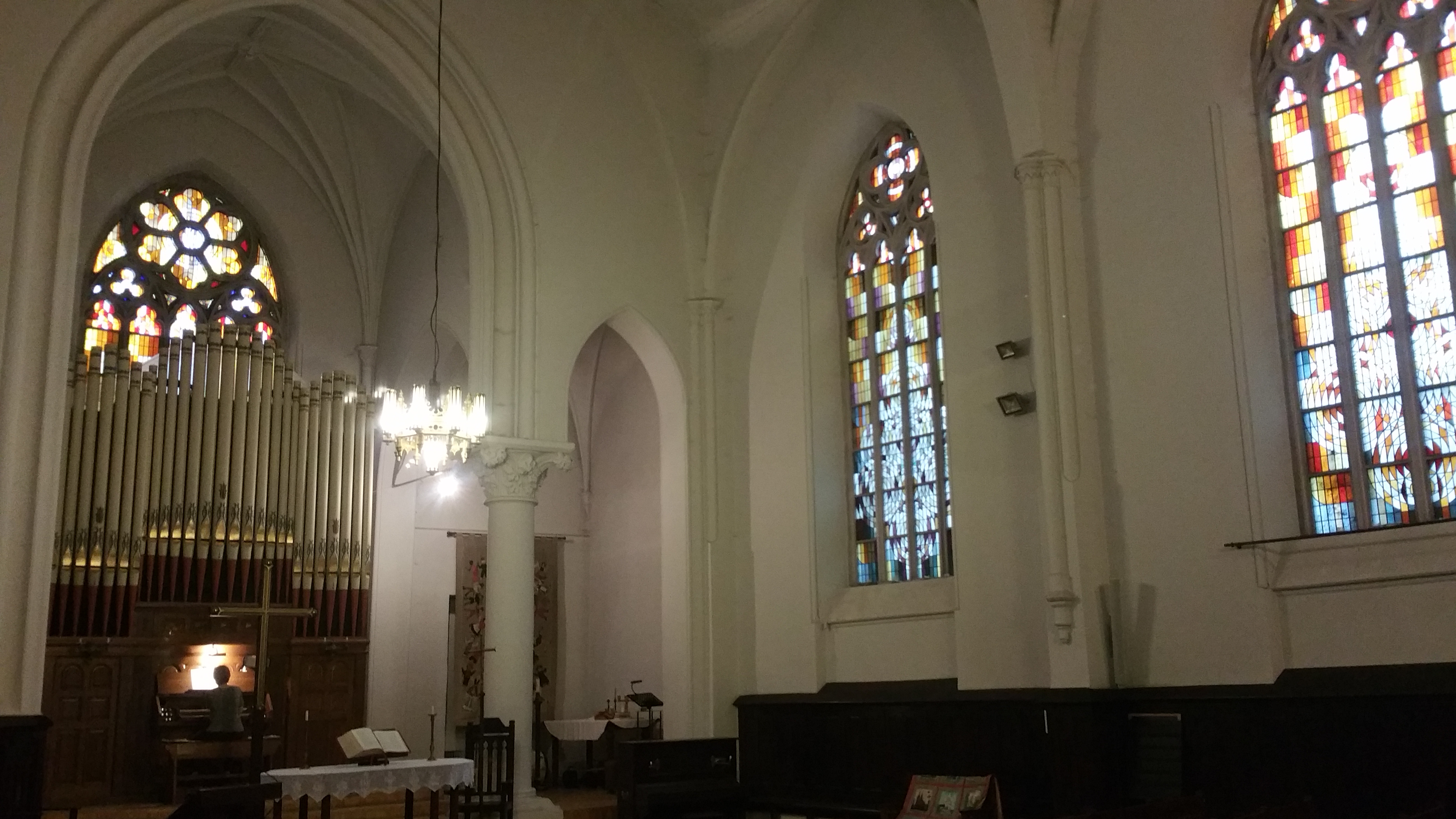
فضای داخلی کلیسا
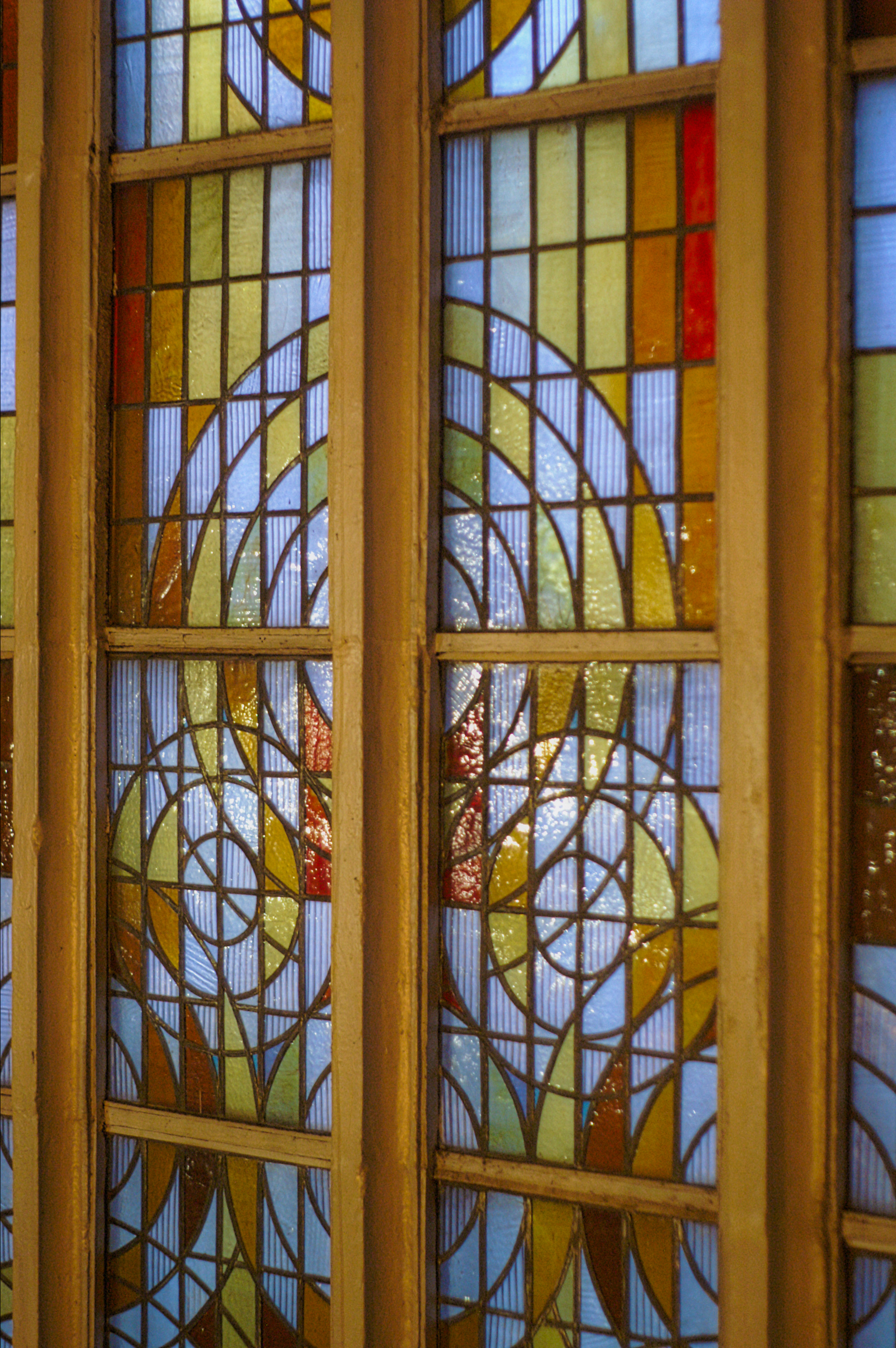
پنجره در ناجی مقدس